# Hygrodicranum herrerae
Hygrodicranum herrerae är en bladmossart som beskrevs av Robert Statham Williams 1926. Hygrodicranum herrerae ingår i släktet Hygrodicranum och familjen Dicranaceae. Inga underarter finns listade i Catalogue of Life.